# Филали, Абдуллатиф
Абдуллатиф Филали или Абделлатиф Филали (араб. عبد اللطيف الفلالي‎; 26 января 1928, Фес, Марокко — 20 марта 2009, Париж, Франция) — марокканский политик, премьер-министр Марокко (1994—1998).

## Биография
Родился 26 января 1928 в городе Фес. Являлся министром иностранных дел Марокко (1985—2000), был Премьер-министром Марокко (25 мая 1994 — 4 февраля 1998).
Его дипломатическая должность в разные годы именовалась по-разному, например: 11 апреля 1985 — 11 августа 1992 министр иностранных дел, кооперации и информации.
Он — отец Фуада Филали (Fouad Filali), бывшего мужа Лаллы Мерием (Lalla Meryem), дочери прежнего короля Хасана II и старшей сестры короля Мухаммеда VI.
Умер из-за проблем с сердцем 20 марта 2009 года в больнице «Антуан-Беклэр» в парижском пригороде Кламар Франция, в возрасте 81 лет.

## Дипломат
Занимал многие дипломатические посты, среди которых Временный поверенный в делах Марокко при Организации Объединенных Наций с 1958 по 1959, затем директор королевского офиса (1959—1960), и поверенный в делах Марокко во Франции с 1961 по 1962.
Являлся послом Марокко в Бенилюксе с 1962 по 1963, в Китае в 1965—1967 и в Алжире с 1967. Послом Марокко в Мадриде был в два раза, в 1970 и в 1974.
Представитель Марокко в Организациях Объединенных Наций в 1978, он был назначен в апреле 1980, а затем послом Марокко в Лондоне 1 марта 1981, также был избран постоянным секретарем Академии Королевства Марокко, должность которого он занимал до апреля 1982.

## Награды
- Великий офицер ордена Алауитского трона.